# Antony Robic
Antony Robic (Marsiglia, 5 marzo 1986) è un calciatore francese, attaccante o centrocampista del Lucciana.

## Palmarès

### Club

#### Competizioni nazionali
- Ligue 2: 1

Nancy: 2015-2016
- Championnat National: 1

Bastia: 2020-2021